# 念 (佛教)
念，又譯為具念、念根、繫念，佛教術語，是一種穩定的心理狀態，修行者將思想固定在某個對象上，專注的觀察它，就稱為念。以正確的方式來修習念，被稱為正念 （巴利文：sammā-sati，梵文：samyak-smṛti），是通往解脫的八正道之一。隨時繫念，憶持不忘，稱為隨念，有六隨念與十隨念等法門。觀察「身」「受」「心」「法」四個主題，稱為四念住。

## 字義
在巴利文及梵文，念是動詞，意為「記得」、「憶起」，引伸的名詞形態為「記憶」，但是它也有專注、覺察的意思，英文常譯為 或 。《清淨道論》認為，念是一種心理過程，通過不忘失的憶念，以保持思慮的穩定、不飄蕩。因為念的穩定，使得修行者可以執持（upaganha）善的念頭與行為，放棄惡的行為。形成精進、不放逸的力量，這就稱為正念，英文常譯為、或。

## 佛教理論
念被列入五根之一。在阿毘達磨中，也是一種心所，南傳上座部列為七種遍行心所之一，說一切有部列入大地法之一。
正念可分為世俗正念，與聖正念二者。正確，不虛假的保持念，稱為世俗正念，可以讓人投生善趣，但它是有漏，有取的；出世間的聖正念，則是將念保持在四聖諦上，思維四聖諦。
修行者的念，是否是正念，由他是不是具備正知來分辨，以正知來修行念，即是正念。以正念來觀察身、受、心、法，即是四念處，或稱四念住。以正念或安那般那念修行禪定，稱為正定。